# 40 anni di me con voi
40 anni di me con voi - Cuori di pace in Medio Oriente è un album raccolta del cantautore italiano Amedeo Minghi, pubblicato nel 2008, a 40 anni dal suo primo disco.
Contiene anche il brano Cammina cammina, presentato al Festival di Sanremo 2008. Numerose sono le collaborazioni con altri cantanti e non solo.

## Tracce
1. Cammina cammina (G. Marcucci - A. Minghi) (Festival di Sanremo 2008)
2. Distanti insieme (P. Audino - A. Minghi)
3. Mi piace sorprenderti (P. Audino - A. Minghi)
4. Stand by Me
5. Alla fine
6. La marcia di Oronzo (L. Banfi - A. Minghi) (con Lino Banfi)
7. L'immenso
8. Mio nemico (con Rossana Casale)
9. Il suono
10. Un nuovo amico (call a friend) (con Fabio Andreotti)
11. Gerusalemme (con Orit Gabriel & Hakeem Abu Jaleela)
12. Vattene amore (con Mietta)
13. 1950 (G. Chiocchio - A. Minghi) (con Serena Autieri)
14. L'amore mio per sempre (Eleonora Cadeddu)
15. Karim (con i Khorakhanè)
16. La vita mia (con Maria Dangell)

## Classifiche
| Paese  | Posizione raggiunta |
| ------ | ------------------- |
| Italia | 46                  |